# Gran Premio del Messico 1990
Il Gran Premio del Messico 1990 è stato un Gran Premio di Formula 1 disputato il 24 giugno 1990 all'Autodromo Hermanos Rodríguez di Città del Messico. La gara è stata vinta da Alain Prost su Ferrari.

## Prequalifiche

### Risultati
| Pos                        | No | Pilota             | Costruttore             | Tempo    |
| -------------------------- | -- | ------------------ | ----------------------- | -------- |
| 1                          | 14 | Olivier Grouillard | Osella - Ford           | 1:25.281 |
| 2                          | 29 | Éric Bernard       | Larrousse - Lamborghini | 1:25.456 |
| 3                          | 33 | Roberto Moreno     | EuroBrun - Judd         | 1:26.724 |
| 4                          | 30 | Aguri Suzuki       | Larrousse - Lamborghini | 1:27.511 |
| Vetture non prequalificate |    |                    |                         |          |
| NPQ                        | 18 | Yannick Dalmas     | AGS - Ford              | 1:27.830 |
| NPQ                        | 17 | Gabriele Tarquini  | AGS - Ford              | 1:28.499 |
| NPQ                        | 31 | Bertrand Gachot    | Coloni - Subaru         | 1:28.805 |
| NPQ                        | 34 | Claudio Langes     | EuroBrun - Judd         | 1:40.414 |
| NPQ                        | 39 | Bruno Giacomelli   | Life                    | 4:07.475 |

## Qualifiche

### Resoconto
Durante tutto il week-end il meteo è variabile e questo coglie di sorpresa diversi piloti; la sorte peggiore tocca alla Larrousse, i cui piloti sono entrambi coinvolti in brutti incidenti nella sessione di prove libere del sabato mattina. Tuttavia l'esito delle qualifiche sarà positivo per il team, poiché sia Suzuki che Éric Bernard riescono a qualificarsi per la gara. Non altrettanto positive le qualifiche delle due Leyton House, entrambe non qualificate. In testa alla classifica, Berger conquista la seconda pole position stagionale davanti a Patrese, Senna, Mansell, Boutsen, Alesi, Martini, Piquet, Nakajima, e Modena; solo tredicesimo Prost, che interrompe una striscia di 109 qualifiche concluse tra i primi dieci.

### Risultati
| Pos                     | No | Pilota             | Costruttore             | Q1       | Q2          |
| ----------------------- | -- | ------------------ | ----------------------- | -------- | ----------- |
| 1                       | 28 | Gerhard Berger     | McLaren - Honda         | 1:17.227 | 1:17.850    |
| 2                       | 6  | Riccardo Patrese   | Williams - Renault      | 1:18.215 | 1:17.498    |
| 3                       | 27 | Ayrton Senna       | McLaren - Honda         | 1:18.417 | 1:17.670    |
| 4                       | 2  | Nigel Mansell      | Ferrari                 | 1:17.938 | 1:17.732    |
| 5                       | 5  | Thierry Boutsen    | Williams - Renault      | 1:19.062 | 1:17.883    |
| 6                       | 4  | Jean Alesi         | Tyrrell - Ford          | 1:18.727 | 1:18.282    |
| 7                       | 23 | Pierluigi Martini  | Minardi - Ford          | 1:18.526 | 1:18.590    |
| 8                       | 20 | Nelson Piquet      | Benetton - Ford         | 1:19.022 | 1:18.561    |
| 9                       | 3  | Satoru Nakajima    | Tyrrell - Ford          | 1:19.551 | 1:18.575    |
| 10                      | 8  | Stefano Modena     | Brabham - Judd          | 1:18.592 | 1:19.817    |
| 11                      | 11 | Derek Warwick      | Lotus - Lamborghini     | 1:19.557 | 1:18.951    |
| 12                      | 12 | Martin Donnelly    | Lotus - Lamborghini     | 1:19.769 | 1:18.994    |
| 13                      | 1  | Alain Prost        | Ferrari                 | 1:19.378 | 1:19.026    |
| 14                      | 19 | Alessandro Nannini | Benetton - Ford         | 1:19.909 | 1:19.227    |
| 15                      | 22 | Andrea De Cesaris  | Scuderia Italia - Ford  | 1:21.635 | 1:19.865    |
| 16                      | 24 | Paolo Barilla      | Minardi - Ford          | 1:19.897 | 1:21.242    |
| 17                      | 9  | Michele Alboreto   | Arrows - Ford           | 1:21.212 | 1:19:941    |
| 18                      | 21 | Emanuele Pirro     | Scuderia Italia - Ford  | 1:21.067 | 1:20.044    |
| 19                      | 30 | Aguri Suzuki       | Larrousse - Lamborghini | 1:21.077 | 1:20.268    |
| 20                      | 14 | Olivier Grouillard | Osella - Ford           | 1:20.274 | 1:21.167    |
| 21                      | 7  | David Brabham      | Brabham - Judd          | 1:20.447 | 1:20.636    |
| 22                      | 26 | Philippe Alliot    | Ligier - Ford           | 1:21.451 | 1:20.657    |
| 23                      | 35 | Gregor Foitek      | Onyx - Ford             | 1:21.012 | 1:21.400    |
| 24                      | 25 | Nicola Larini      | Ligier - Ford           | 1:21.584 | 1:21.116    |
| 25                      | 29 | Éric Bernard       | Larrousse - Lamborghini | 1:21.273 | 1:21.677    |
| 26                      | 36 | JJ Lehto           | Onyx - Ford             | 1:21.519 | 1:21.687    |
| Vetture non qualificate |    |                    |                         |          |             |
| NQ                      | 16 | Ivan Capelli       | Leyton House - Judd     | 1:23.639 | 1:21.544    |
| NQ                      | 15 | Maurício Gugelmin  | Leyton House - Judd     | 1:22.612 | 1:21.665    |
| NQ                      | 10 | Alex Caffi         | Arrows - Ford           | 1:22.278 | 1:22.154    |
| ES                      | 33 | Roberto Moreno     | EuroBrun - Judd         | 1:21.142 | Senza tempo |

## Gara

### Resoconto
Alla partenza, avvenuta sotto il sole, Patrese si porta in testa alla corsa davanti a Senna, Berger, Boutsen e Piquet. Al secondo giro, Senna sopravanza Patrese, seguito subito dopo da Berger; i piloti della McLaren staccano subito il gruppo, mentre alle loro spalle Prost rimonta rapidamente e Piquet si porta in terza posizione. Al 13º passaggio Berger torna ai box per cambiare le gomme, lasciando strada libera a Piquet; poco dopo, questo viene sopravanzato da Mansell, che sale così al secondo posto. Nel frattempo, Prost continua la sua rimonta, passando il compagno di squadra a quindici giri dal termine e recuperando terreno nei confronti di Senna, in difficoltà con le gomme dopo non averle cambiate per tutta la gara. Al 60º giro Prost supera il brasiliano, che tre tornate più tardi è costretto al ritiro per l'esplosione di uno degli pneumatici posteriori. Berger e Mansell cominciano quindi un duello per la conquista della seconda posizione, che si conclude con uno spettacolare sorpasso dell'inglese nella velocissima curva Peraltada. Non ci sono ulteriori colpi di scena e Prost ottiene la seconda vittoria stagionale, davanti a Mansell, Berger, Nannini, Boutsen e Piquet.

### Risultati
| Pos | N° | Pilota             | Costruttore             | Giri | Tempo/Ritirato            | Partenza | Punti |
| --- | -- | ------------------ | ----------------------- | ---- | ------------------------- | -------- | ----- |
| 1   | 1  | Alain Prost        | Ferrari                 | 69   | 1:32:35.783               | 13       | 9     |
| 2   | 2  | Nigel Mansell      | Ferrari                 | 69   | + 25.351                  | 4        | 6     |
| 3   | 28 | Gerhard Berger     | McLaren - Honda         | 69   | + 25.530                  | 1        | 4     |
| 4   | 19 | Alessandro Nannini | Benetton - Ford         | 69   | + 41.099                  | 14       | 3     |
| 5   | 5  | Thierry Boutsen    | Williams - Renault      | 69   | + 46.669                  | 5        | 2     |
| 6   | 20 | Nelson Piquet      | Benetton - Ford         | 69   | + 46.943                  | 8        | 1     |
| 7   | 4  | Jean Alesi         | Tyrrell - Ford          | 69   | + 49.077                  | 6        |       |
| 8   | 12 | Martin Donnelly    | Lotus - Lamborghini     | 69   | + 1:06.142                | 12       |       |
| 9   | 6  | Riccardo Patrese   | Williams - Renault      | 69   | + 1:09.918                | 2        |       |
| 10  | 11 | Derek Warwick      | Lotus - Lamborghini     | 68   | + 1 giro                  | 11       |       |
| 11  | 8  | Stefano Modena     | Brabham - Judd          | 68   | + 1 giro                  | 10       |       |
| 12  | 23 | Pierluigi Martini  | Minardi - Ford          | 68   | + 1 giro                  | 7        |       |
| 13  | 22 | Andrea De Cesaris  | Scuderia Italia - Ford  | 68   | + 1 giro                  | 15       |       |
| 14  | 24 | Paolo Barilla      | Minardi - Ford          | 67   | + 2 giri                  | 16       |       |
| 15  | 35 | Gregor Foitek      | Onyx - Ford             | 67   | + 2 giri                  | 23       |       |
| 16  | 25 | Nicola Larini      | Ligier - Ford           | 67   | + 2 giri                  | 24       |       |
| 17  | 9  | Michele Alboreto   | Arrows - Ford           | 66   | + 3 giri                  | 17       |       |
| 18  | 26 | Philippe Alliot    | Ligier - Ford           | 66   | + 3 giri                  | 22       |       |
| 19  | 14 | Olivier Grouillard | Osella - Ford           | 65   | + 4 giri                  | 20       |       |
| 20  | 27 | Ayrton Senna       | McLaren - Honda         | 63   | Scoppio di uno pneumatico | 3        |       |
| Rit | 36 | Jyrki Järvilehto   | Onyx - Ford             | 26   | Problemi al motore        | 26       |       |
| Rit | 29 | Éric Bernard       | Larrousse - Lamborghini | 12   | Problemi ai freni         | 25       |       |
| Rit | 30 | Aguri Suzuki       | Larrousse - Lamborghini | 11   | Collisione con S.Nakajima | 19       |       |
| Rit | 3  | Satoru Nakajima    | Tyrrell - Ford          | 11   | Collisione con A.Suzuki   | 9        |       |
| Rit | 7  | David Brabham      | Brabham - Judd          | 11   | Problemi elettrici        | 21       |       |
| Rit | 21 | Emanuele Pirro     | Scuderia Italia - Ford  | 10   | Problemi al motore        | 18       |       |
| SQ  | 33 | Roberto Moreno     | EuroBrun - Judd         |      |                           |          |       |
| NQ  | 16 | Ivan Capelli       | Leyton House - Judd     |      |                           |          |       |
| NQ  | 15 | Maurício Gugelmin  | Leyton House - Judd     |      |                           |          |       |
| NQ  | 10 | Alex Caffi         | Arrows - Ford           |      |                           |          |       |
| NPQ | 18 | Yannick Dalmas     | AGS - Ford              |      |                           |          |       |
| NPQ | 17 | Gabriele Tarquini  | AGS - Ford              |      |                           |          |       |
| NPQ | 31 | Bertrand Gachot    | Coloni - Subaru         |      |                           |          |       |
| NPQ | 34 | Claudio Langes     | EuroBrun - Judd         |      |                           |          |       |
| NPQ | 39 | Bruno Giacomelli   | Life                    |      |                           |          |       |

## Classifiche

### Piloti
| Pos. | Pilota             | Punti |
| ---- | ------------------ | ----- |
| 1    | Ayrton Senna       | 31    |
| 2    | Alain Prost        | 23    |
| 3    | Gerhard Berger     | 23    |
| 4    | Jean Alesi         | 13    |
| 5    | Nelson Piquet      | 13    |
| 6    | Nigel Mansell      | 13    |
| 7    | Thierry Boutsen    | 11    |
| 8    | Riccardo Patrese   | 9     |
| 9    | Alessandro Nannini | 7     |
| 10   | Stefano Modena     | 2     |
| 11   | Alex Caffi         | 2     |
| 12   | Satoru Nakajima    | 1     |
| 13   | Éric Bernard       | 1     |
| 14   | Derek Warwick      | 1     |

### Costruttori
| Pos. | Team                    | Punti |
| ---- | ----------------------- | ----- |
| 1    | McLaren - Honda         | 54    |
| 2    | Ferrari                 | 36    |
| 3    | Williams - Renault      | 20    |
| 4    | Benetton - Ford         | 20    |
| 5    | Tyrrell - Ford          | 14    |
| 6    | Brabham - Judd          | 2     |
| 7    | Arrows - Ford           | 2     |
| 8    | Larrousse - Lamborghini | 1     |
| 9    | Lotus - Lamborghini     | 1     |